# 阿罕布拉鎮區 (伊利諾伊州麥迪遜縣)
阿罕布拉鎮區（英語：Alhambra Township）是位於美國伊利諾伊州麥迪遜縣的一個行政鎮區。

## 地方資料
根據2010年美國人口普查的數據，阿罕布拉鎮區的面積為90.60平方千米，當中陸地面積為90.50平方千米，而水域面積為0.10平方千米。當地共有人口1638人，而人口密度為每平方千米18.08人。